# École nationale supérieure des beaux-arts de Lyon
Pour les articles homonymes, voir École des beaux-arts et École supérieure d'art.
 (janvier 2017).
L'École nationale supérieure des beaux-arts de Lyon (Ensba Lyon) est un établissement d’enseignement supérieur artistique public agréé par le ministère de la Culture et de la Communication. C'est une école d'art nationale. 
Conçue comme un laboratoire de recherche et d’expérimentation, délibérément ouverte sur les réalités artistiques contemporaines, elle a vocation à former des artistes, des designers et des créateurs. En prise sur les formes et les enjeux actuels de la création, elle vise plus largement à faire émerger des talents singuliers et à produire les conditions d’une professionnalisation de haut niveau dans les champs de l'art, du design et de la création.

## Description
L’École nationale supérieure des beaux-arts de Lyon forme des artistes et des créateurs. Elle est conçue comme un laboratoire de recherche et d’expérimentation, délibérément ouvert sur la réalité artistique contemporaine. Elle a pour objectif la formation de personnalités créatives pouvant mener des parcours différents au sein du large spectre de leur discipline et vise à réaliser les conditions d’une professionnalisation de haut niveau.
Les diplômes délivrés sont des diplômes nationaux. Après une 1re année d’initiation aux connaissances fondamentales, l’étudiant a le choix entre deux options longues, art et design et deux options courtes en Design graphique et en Design textile.
Trois diplômes nationaux délivrés par le ministère de la Culture sanctionnent le cursus :
- le DNAP (diplôme national d’arts plastiques) à l’issue de la 3e année des options longues ;
- le DNAT (diplôme national d’arts et techniques) à l’issue de la 3e année des options courtes ;
- le DNSEP (diplôme national supérieur d’expression plastique) à l’issue de la 5e année d’étude.

## Histoire
Le 30 mai 1676, par une lettre écrite de Lyon, Thomas Blanchet sollicite son admission à l'Académie royale de peinture et de sculpture et propose de présenter un tableau de réception sur le sujet que lui demandera l'Académie. Dans la même lettre, il propose d'ouvrir une école de dessin à Lyon. Le 2 janvier 1677, l'Académie désigne Thomas Blanchet et Antoine Coysevox pour faire tout ce qui est nécessaire pour l'établissement d'une école de dessin à Lyon. Le 28 février 1682, Thomas Blanchet étant venu à Paris, a prêté serment devant le chancelier, les recteurs, adjoints de recteurs, professeurs et adjoints de professeurs a été conduit à sa place. L'École académique de Lyon n'a guère fonctionné. Thomas Blanchet meurt le 21 juin 1689 sans avoir pu réaliser son projet de fonder une Académie des beaux-arts à Lyon ce que regrette le consulat de Lyon.
Une École gratuite de dessin de Lyon est fondée en 1756 par l'abbé Lacroix-Laval et un groupe d'amateurs d'art, grâce à l'appui d'Henri Bertin, intendant de la généralité de Lyon. En 1769, le consulat de la ville l'a réorganisée et devient en 1780, en vertu de l'autorisation royale de créer des académies en province, l’École Royale académique de dessin et géométrie et fait partie des premières écoles d'art françaises hors de Paris. Créée pour apporter à la fabrique lyonnaise de soierie des dessinateurs de talent, elle est suspendue en 1793. Recrée en 1795, elle a alors le nom d'« école de dessin de la fleur » et est destinée à fournir à la Fabrique en reconstruction les dessinateurs de fleurs qui lui font défaut. D'abord modeste, elle est soutenue par plusieurs personnes qui cherchent à lui donner un vrai statut et des moyens importants, dont Étienne Mayeuvre de Champvieux et Pierre-Toussaint Dechazelle (fabricant de soie et dessinateur lui-même).
Grâce à leurs nombreuses pressions, l'« école impériale des Beaux-arts de Lyon » nait en 1807, prenant le relais de l'école des fleurs. Ses premiers professeurs sont Joseph Chinard, Pierre Revoil, Alexis Grognard, Jacques Barraband, Pascal Gay et Antoine Leclerc. Elle s'installe, en même temps que le musée des Beaux-arts, au palais Saint-Pierre. Son premier directeur est François Artaud. L'autorisation de cette fondation a été accordée sur les motivations de former des peintres prestigieux et d'alimenter la Fabrique en dessinateurs compétents. Toutefois, les peintres qui dominent l'école dès l'origine « rejettent l'idée d'un formation utile aux manufactures de soies ou, du moins, l'édulcorent ». Romantiques, ils ont une haute idée de l'Art qui est pour eux un sacerdoce qui doit « former le goût des nations »,. Ainsi, selon Marie-Claude Chaudenneret, Les arguments avancés aux autorités impériales concernant l'utilité industrielle de l'école des Beaux-arts auraient été surtout tactiques, destinés à emporter la décision d'établir une école et un musée à Lyon.
Rebaptisée à l'avènement de la République en 1848, « École nationale des beaux-arts de Lyon », elle ne cesse de s'affirmer aux grands concours artistiques nationaux.
Placée d'abord sous l'autorité de l'Académie, elle dépend ensuite du secrétariat à l'Éducation et aux Beaux-Arts et enfin, à partir de 1959 du ministère de la Culture. Son administration a toujours été confiée à la commune de Lyon.
Son siège est installé initialement place du Change, puis au palais Saint-Pierre sur la place des Terreaux en 1807.En 1936, l'École des Beaux-Arts est transférée à l'École Textile, située sur le cours des Chartreux. En 1948, une partie de ses ateliers est déplacée dans une ancienne caserne, située 10 rue Neyret, sur les pentes de la Croix-Rousse, qui est démolie en 1954 et remplacée par un nouveau bâtiment dû à l'architecte Paul Bellemain, inauguré le 19 novembre 1960 par Jean Coquet, directeur de l'école.

## Une nouvelle école: le pôle d'arts visuels des Subsistances
L'ENSBA Lyon déménage au mois de mars 2007 sur le site historique des Subsistances (8 bis quai saint Vincent 69001 Lyon). 
Ancien couvent de l’ordre de la Visitation au XVIIe siècle, constitué d’une église, d’un cloître, d’un oratoire et de diverses dépendances, le site est agrandi pour accompagner la prospérité jusqu’au milieu du XVIIIe siècle ; puis l’ordre des visitandines s’endette et voit l’existence même du couvent remis en cause par la Révolution. Le couvent est alors confisqué et déclaré propriété nationale en 1789. Le site sera mis à disposition de l’armée pour l’habillement, le campement, puis rapidement pour le stockage des vivres afin d’alimenter les forts alentour.
En 1840 est construit le bâtiment carré entourant la cour intérieure, lieu d’ancrage de la nouvelle école. Au cours du XXe siècle, les activités de l’armée se caractérisent par le conditionnement de rations et autres questions de denrées alimentaires donnant au site le nom de «Subsistances militaires». L’armée utilise les lieux jusqu’en 1995, date à laquelle le site est restitué à la Ville de Lyon.
Début 1998, un lieu de création artistique est créé sur le site constitué d’un ensemble de bâtiments de 22 000 m2. À l’automne 2003 le laboratoire de création artistique est précisé en Pôle pluridisciplinaire de confrontation et d’expérimentation consacré aux nouveaux langages du spectacle vivant : danse, théâtre, cirque, musique...»
L’arrivée de l’École nationale des beaux-arts de Lyon constituant le Pôle d’arts visuels des Subsistances a été rendue possible par les financements conjoints du ministère de la Culture, de la région Rhône-Alpes et de la Ville de Lyon. Implantée principalement dans le bâtiment carré, l’École bénéficie de quelque 9 500 m2 de locaux réaménagés afin de satisfaire les besoins et spécificités de ses enseignements et de ses activités de recherche. Ateliers de production, amphithéâtre, bibliothèque, espaces d’expositions… permettent d’accompagner les projets des étudiants.
Début 2011, l’École nationale des beaux-arts de Lyon voit ses statuts officiellement modifiés en EPCC, établissement public de coopération culturelle, est devenue l’École nationale supérieure des beaux-arts de Lyon. L’École est désormais dotée de tous les outils nécessaires à la délivrance des diplômes au grade de master; cette évolution s’inscrit pleinement dans le cadre de l’harmonisation européenne des enseignements supérieurs.
Le 29 avril 2024, malgré la mobilisation étudiante et un pétition rassemblant plus de 2000 signatures, le conseil d'administration de l'école signe la fermeture du DNSEP en design graphique de l'ENSBA Lyon.

## Direction
- 1812-? : François Artaud
- 1823-1830 : Pierre Révoil
- 1831-? : Claude Bonnefond
- ?-? : Michel Dumas
- 1860-1871 : Théodore Caruelle d'Aligny
- 1871-1871 : Joseph Guichard
- 1871-1874 : Joseph-Hugues Fabisch[10]
- 1874-1875 : Félix Clément
- 1875-1877 : Philippe Fabisch (fils de Joseph-Hugues)
- 1886-1894 : Amédée Hedin
- 1894-1918 : Nicolas Sicard
- 1919-1927 : Jean-Baptiste Larrivé
- 1952-1974 : Jean Coquet
- 1974-1992 : Philippe Nahoum
- 1992-1998 : Guy Issanjou
- 1999-2011 : Yves Robert
- 2011-2018 : Emmanuel Tibloux
- 2019 : Estelle Pagès[11]
- 2024 : Morgan Labar

## Enseignants

### À l'École gratuite de dessin de Lyon
- Antoine-Michel Perrache, 1756[12]

### XVIIIeetXIXesiècles

#### Dessin
- Alexis Grognard, dès 1807.
- Jean-François Legendre-Héral, de 1818 à 1838.
- Jean-Baptiste Danguin, actif en 1867 et 1873 .

#### Peinture
- Pierre Révoil, de 1807 à 1817, démissionne au 100 Jours et de juin 1823 à 1831.
- Pierre Cogell, de 1807 à 1811.
- Louis Bardey, peintre décorateur, mari de Jeanne Bardey.
- Jean-Michel Grobon (1770-1853), peintre et sculpteur.
- Claude Bonnefond, dès 1831.
- Michel Dumas (mort en 1885), en 1873.
- Jean-Baptiste Louis Guy, en 1871, rapidement révoqué.
- Nicolas Achille Chaine, en 1873.
- Jean-Marie Reignier (1815-1886), nommé en 1854, encore actif en 1873.
- Michel-Philibert Genod, de 1839 à 1862.
- Alexandre François Bonnardel, de 1900 à 1918, professeur de la classe du modèle vivant.
- Jean Louis Loubet (1841-1903)[13].

#### Classe de fleurs
- Augustin Alexandre Thierriat (1789-1870), de 1823 à 1853.

#### Architecture ornement
- Pascal Gay de 1807 à 1814.
- Claude Cochet de 1814 à 1823.
- Antoine-Marie Chenavard de 1823 à 1861.

#### Gravure
- Victor Vibert de 1833.

#### Sculpture
- Joseph Chinard, de 1807 à 1813.
- Joseph Charles Marin, dès 1813.
- Léopold de Ruolz[10]
- Joseph-Hugues Fabisch, dès 1845.

#### Médailleur
- Pierre Cartellier, dès 1807, encore actif en 1811.

#### Art de traduire les esquisses en patrons
- Antoine Leclerc, dès 1807.

### XXesiècle

#### Peinture
- Alexandre François Bonnardel, dès 1900, professeur de la classe de modèle vivant.
- Antoine Chartres, dès 1939.

### XXIesiècle
- Yves Aupetitallot
- Catherine Beaugrand
- Patrick Beurard-Valdoye
- Nicolas Frespech
- Géraldine Kosiak
- Jennifer Lacey
- Jérôme Mauche
- Franck Scurti
- Veit Stratmann
- Olivier Zabat
- Nick Oberthaler
- Fabienne Ballandras

## Élèves notables

### XVIIIeetXIXesiècles
- Émile Beaussier.
- Louis Tarchier, architecte.
- Jean-François Bellay.
- Joseph Bernard (1866-1931), sculpteur.
- Jean-Baptiste Beuchot, de 1836 à 1841.
- Alexandre François Bonnardel, dès 1891.
- Jean-Marie Bonnassieux, de 1828 à 1833.
- Claude Bonnefond.
- Louis Borgex.
- Jean-Baptiste Bouchardon, architecte et sculpteur.
- Fleury Chenu.
- Félix Clément, dès 1844.
- Joseph Coront, de 1879 à 1882.
- René Dardel (1796-1871), architecte, élève de Gay.
- Germain Detanger, dès 1860, peintre décorateur.
- Antoine Duclaux.
- Joseph Dufour, en 1784.
- Michel Dumas.
- Pierre-Nicolas Euler.
- Hippolyte Flandrin, jusqu'en 1828.
- Jean-Marie Fugère, de 1833 à 1839.
- Léonie Humbert-Vignot, vers 1894.
- Jean-Marie Jacomin, peintre graveur.
- Jean-Baptiste Larrivé, de 1890 à 1896.
- Claudius Lavergne (1815-1887), jusqu'en 1834.
- Jean-François Legendre-Héral.
- Alphonse Legros, vers 1855.
- Edmé-Camille Martin-Daussigny.
- Francisque Pomat.
- Jean Puy, de 1895 à 1897.
- Jean-Marie Reignier, vers 1833.
- Jean Seignemartin, de 1860 à 1865.
- Nicolas Sicard (1846-1920).
- Joseph Soumy (1831-1863).
- Augustin Thierrat.
- Tony Tollet, de 1873 à 1879.
- Anthelme Trimolet.
- Jean-Baptiste Vietty, vers 1807.
- Antoine Villard (1867-1934), en architecture.

### XXesiècle
- Maurice Ardouin, de 1950 à 1953.
- Adrien Bas, vers 1902.
- Louis Bouquet, de 1903 à 1907.
- Pierre Combet-Descombes, vers 1902.
- André Cottavoz, vers 1939.
- Robert Coutelas, en 1953[14].
- Christine Crozat, vers 1970.
- Victor Jean Desmeures, avant 1923.
- Dominique Ghesquière, de 1996 à 2001.
- Pierre Laroche, vers 1915.
- Étienne Martin, de 1929 à 1933.
- Michel Moskovtchenko, vers 1955.
- Suzanne Ramié, de 1922 à 1926.
- Louis Vuillermoz, de 1939 à 1940.
- Stéphane Braconnier, vers 1980.

### XXIesiècle
- Élodie Petit

## Prix du Laurier d'or
- 1813 : Claude Bonnefond (dessin).
- 1828 : Hippolyte Flandrin.
- 1832 : Louis Janmot.
- vers 1845 : Félix Clément.
- 1863 : Théodore Levigne.
- 1865 : Jean Seignemartin.